# Edwin Broun Fred
Edwin Broun Fred, född 1887, död 15 januari 1981, var en amerikansk botaniker och bakteriolog.
Fred blev professor vid University of Wisconsin–Madison 1918 och president för universitetet 1945. I sina skrifter behandlade han ärtväxternas kvävebakterier och övriga markbakterier och bland annat utgett Textbook of agricultural bacteriology (1923, tillsammans med Felix Löhnis) och Laboratory manual of general microbiology (1928, tillsammans med Selman A. Waksman).